# Kudirkos Naumiestis

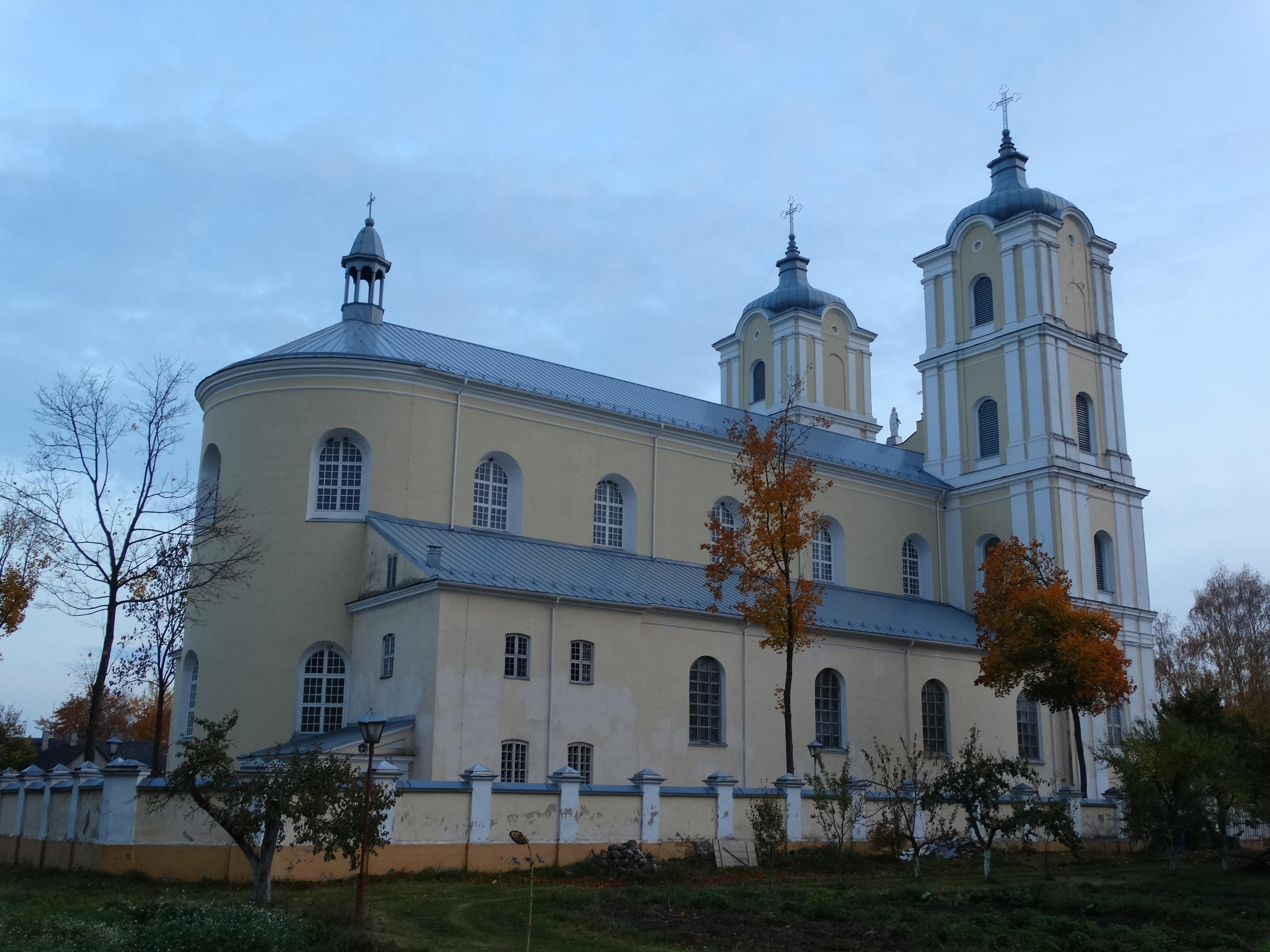
Katholische Kreuzkirche, erbaut von 1781 bis 1783

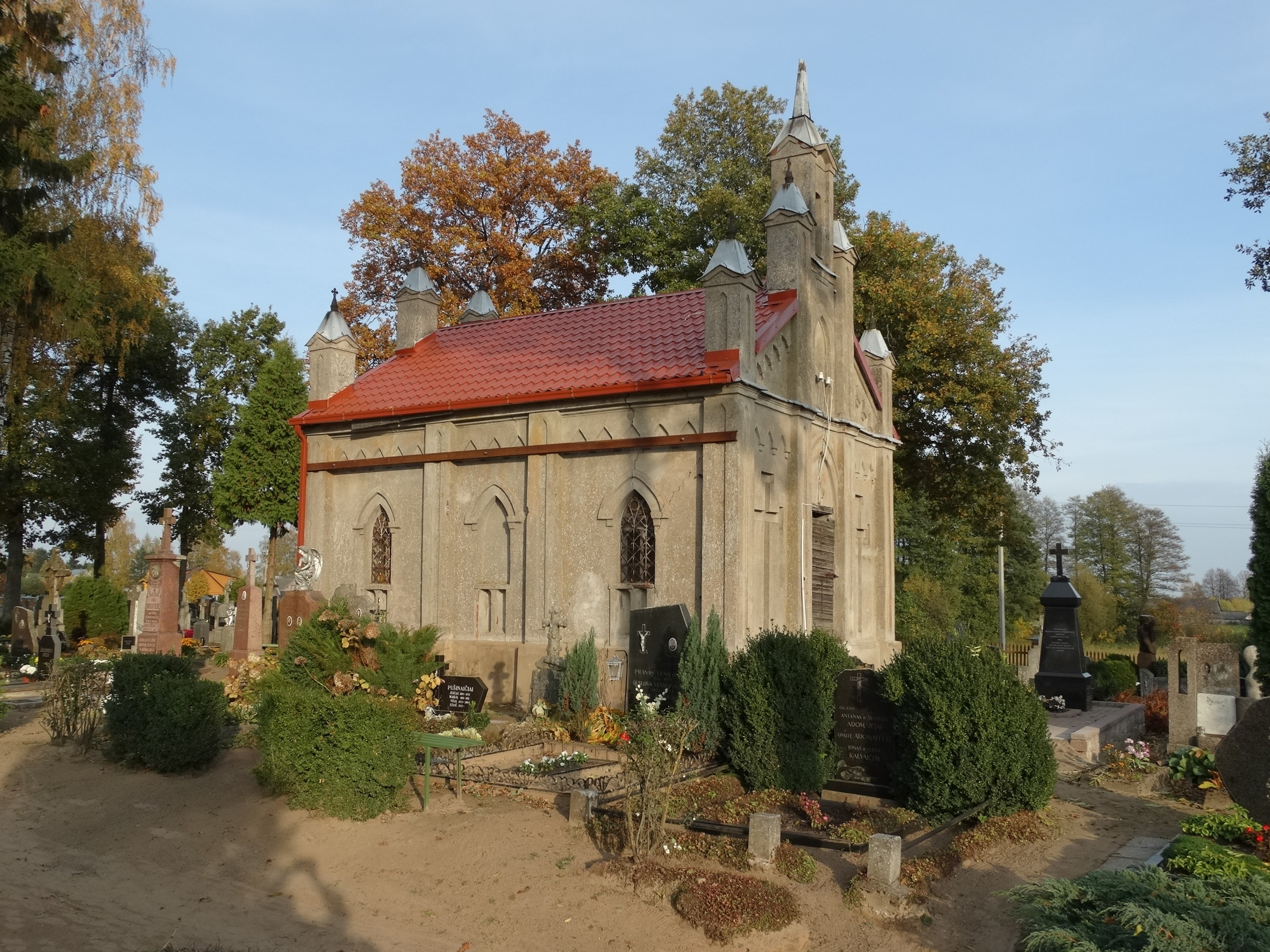
Neugotische Kapelle aus dem 19. Jahrhundert auf dem Meištai-Friedhof

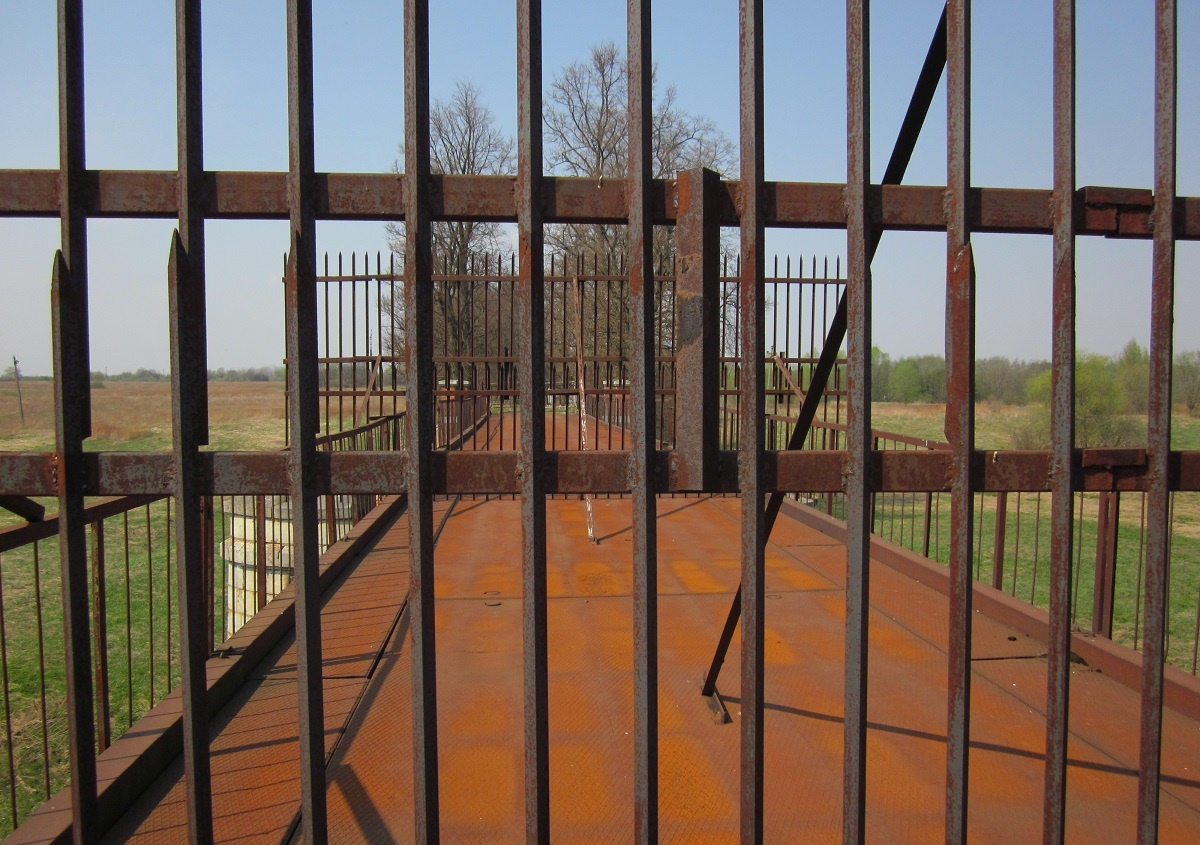
Grenzbrücke über die Širvinta nach Kutusowo, ehemals Schirwindt (2011)

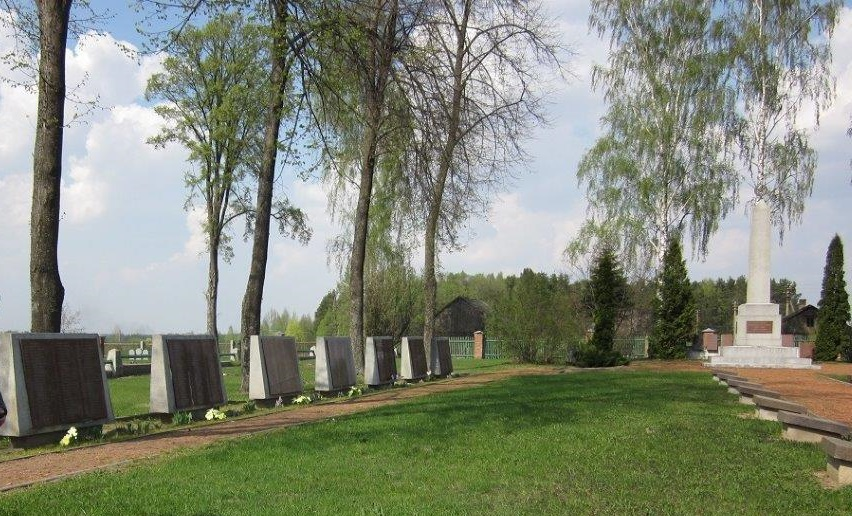
Russischer Soldatenfriedhof

Kudirkos Naumiestis (deutsch Schirwindt-Neustadt) ist eine kleine Stadt in Litauen. Sie ist Amtssitz der Rajongemeinde Šakiai in der  Region Suvalkija.

## Lage und Bedeutung
Die Stadt liegt am Zusammenfluss von Šešupė und Širvinta, 25 Kilometer südwestlich von Šakiai. Sie ist seit über 450 Jahren Grenzstadt zu Preußen bzw. Deutschland und seit 1946 zum russischen Oblast Kaliningrad. Sie war das katholisch-jüdische Gegenstück zum protestantischen  Schirwindt.

## Geschichte
Die Siedlung wurde 1561 als Duoliebaičiai erstmals erwähnt. Von 1639 bis 1917 hieß der Ort Vladislavovas (poln. Władysławów) nach Władysław IV. Wasa, der ihm 1643 das Magdeburger Stadtrecht verlieh. Der deutsche Name Neustadt-Schirwindt kommt vom Fluss Širvinta (Schirwindt). Ab 1900 wurde statt Vladislavovas mehr und mehr das litauische Naumiestis (Neustadt) verwendet. 1934 erhielt die Stadt ihren heutigen Namen im Gedenken an den Dichter und Publizisten Vincas Kudirka, den Verfasser der litauischen Nationalhymne, der hier von 1895 bis zu seinem Tod 1899 lebte. Das 1998 eröffnete Vincas-Kudirka-Museum ist seinem Leben und Werk gewidmet. Es werden Manuskripte, Dokumente und Publikationen von ihm gezeigt. Auch die Geschichte von Burg und Stadt sowie Persönlichkeiten der Region sind Gegenstand der Ausstellung.
Ab 1740 beherbergte Vladislavovas eine gut organisierte jüdische Gemeinde. Viele bekannte Rabbis und Schriftgelehrte kamen aus der Stadt. Vor dem Zweiten Weltkrieg lebten etwa 700–800 Juden in Kudirkos Naumiestis. Im Jahr 1941 ermordete eine Einsatzgruppe aus deutschen Einheiten und litauischen Kollaborateuren die lokale jüdische Bevölkerung in Massenexekutionen, wobei hunderte  Menschen massakriert worden sind.

## Persönlichkeiten
- Herman Bernstein (1876–1935), Journalist, Schriftsteller, Übersetzer und Diplomat
- Antanas Adomaitis (1902–1936), katholischer Geistlicher, Organist und Hochschullehrer